# Un party per Nick
Un party per Nick (It's My Party) è un film drammatico del 1996 scritto e diretto da Randal Kleiser.